# Bowersville (Georgia)
Bowersville es un pueblo ubicado en el condado de Hart en el estado estadounidense de Georgia. En el censo de 2020, su población era de 444.

## Demografía
En el 2000 la renta per cápita promedia del hogar era de $30,625, y el ingreso promedio para una familia era de $36,944. El ingreso per cápita para la localidad era de $13,645. Los hombres tenían un ingreso per cápita de $26,607 contra $19,583 para las mujeres.

## Geografía
Bowersville se encuentra ubicado en las coordenadas 34°22′19″N 83°4′57″O / 34.37194, -83.08250 (34.371995, -83.082392).
Según la Oficina del Censo, la localidad tiene un área total de 8 km² (3,1 mi²), de la cual 8 km² (3,1 mi²) es tierra y 0 km² (0 mi²) (0.0%) es agua.